# Podarcis siculus
Podarcis sicula là một loài thằn lằn trong họ Lacertidae. Loài này được Rafinesque-Schmaltz mô tả khoa học đầu tiên năm 1810.

## Hình ảnh

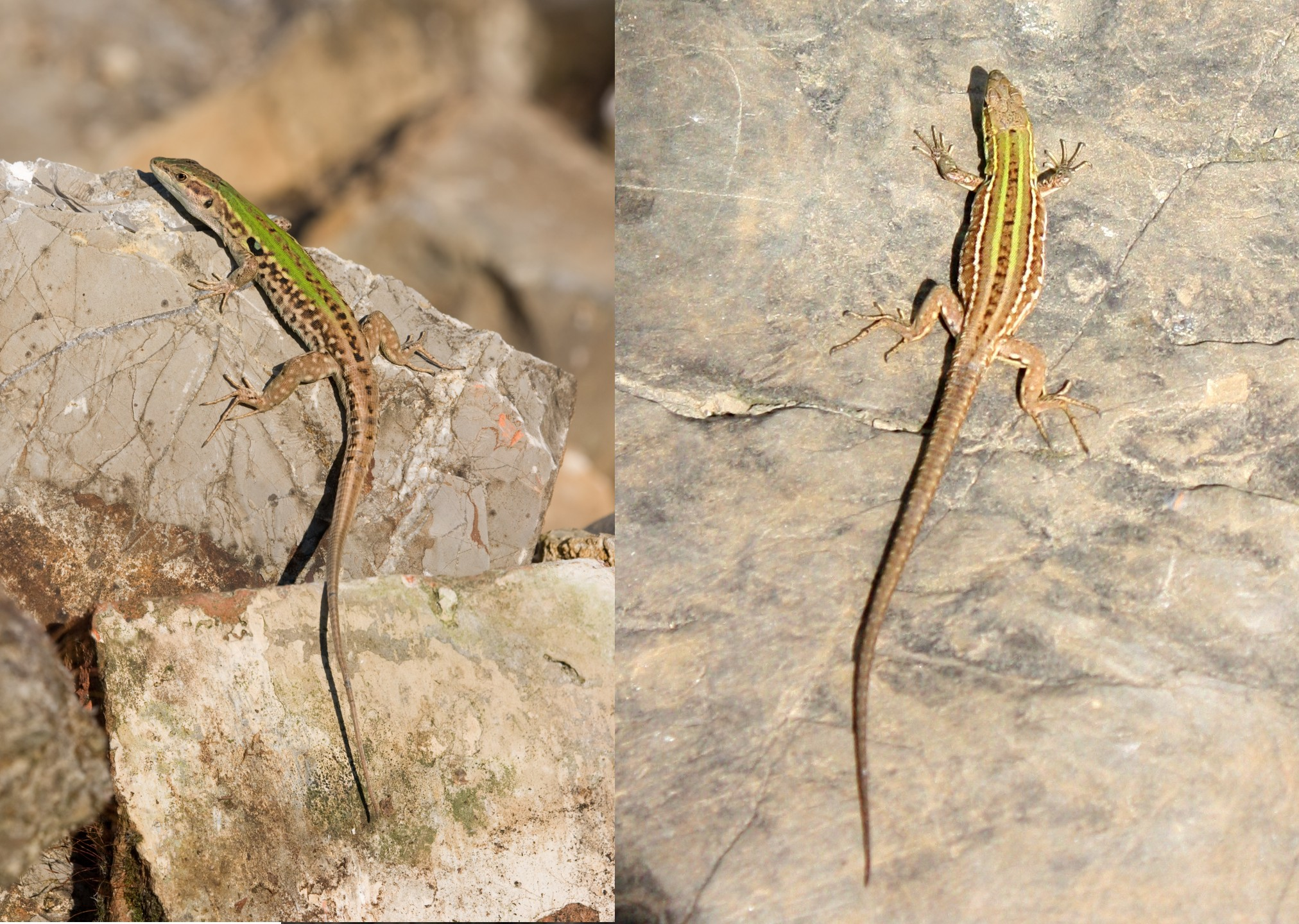
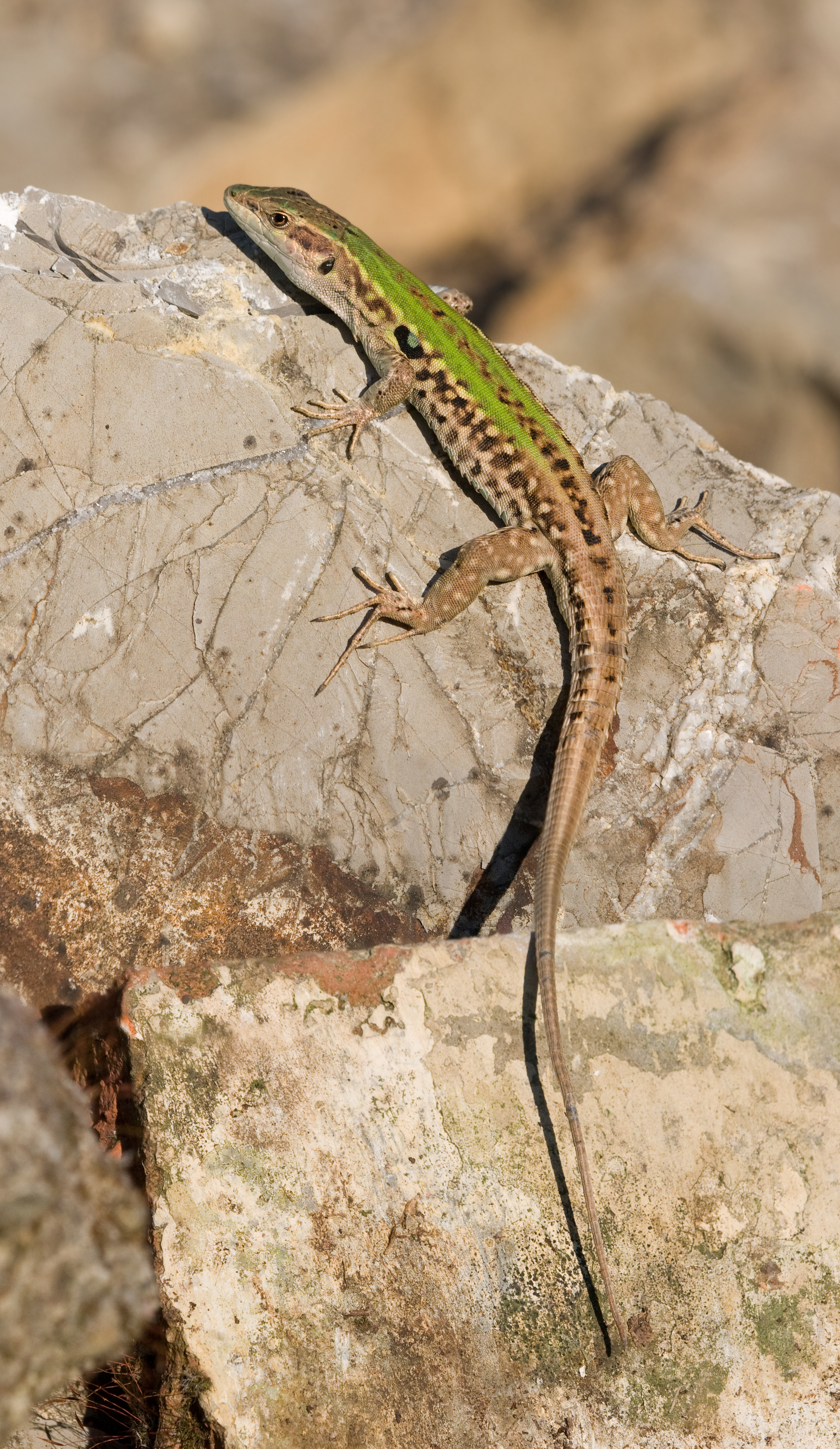
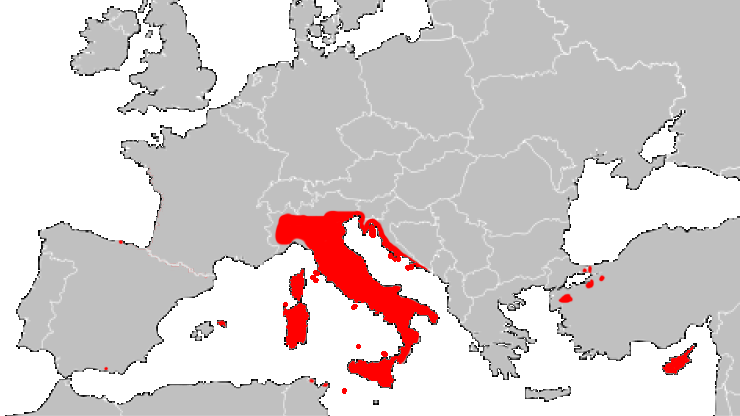